# Hippotion irregularis
Hippotion irregularis is een vlinder uit de familie van de pijlstaarten (Sphingidae). De vrouwtjesvlinders leggen doorschijnende groene eieren. De eieren zijn meestal enkelvoudig gelegd en de ontwikkeling van het ei varieert sterk, van 3 tot 21 dagen.De wetenschappelijke naam van de soort werd in 1856 gepubliceerd door Francis Walker.